# Morris K. Jessup
Morris Ketchum Jessup (2 de marzo de 1900 - 20 de abril de 1959), aunque fue durante la mayor parte de su vida un automovilista, fotógrafo y vendedor en tiendas, Jessup será recordado por sus investigaciones de OVNI y su supuesta participación en el Experimento Filadelfia.

## Vida y carrera
Nacido en Rockville, Indiana, Jessup se interesó desde niño en la astronomía, y se graduó en Astronomía por la Universidad de Míchigan en 1926, mientras trabajaba en un observatorio. Sin embargo, nunca le sirvió el título (la astronomía no era tan común como hoy), aunque varias veces fue conocido como "Dr. Jessup". A partir de 1932 Jessup comenzó a trabajar en una gran variedad de trabajos que nada tenían que ver con sus estudios.
A pesar de esto, hacia 1950 se convirtió en uno de los primeros investigadores del fenómeno OVNI, y recibió más atención en 1955 cuando escribió su libro The Case for the UFO (casos de OVNI) donde hablaba de varios casos de OVNI ocurridos entre 1947 y 1954. Jessup especuló que la anti-gravedad o el electromagnetismo pueden ser responsables del comportamiento de vuelo observado en los ovnis, y lamentó, tanto en el libro como en la publicidad del tour que siguió, que la investigación de los vuelos espaciales se concentrara en el área de los cohetes, y que se pusiera poca atención a otros medios teóricos de vuelo, que él consideraba rendirían más frutos al final.
En sus últimos años de vida escribió más sobre el fenómeno OVNI y fue reconocido como un verdadero astrónomo. Sin embargo solo fue en sus últimos cuatro años, luego de tres décadas de fracaso.

## Experimento Filadelfia
El experimento habría sido conducido por el Dr. Franklin Reno (o Rinehart) como una aplicación militar de la teoría de campos unificados o "teoría general de la gravedad" de Albert Einstein. En resumen, la teoría postula la interrelación entre las fuerzas de la radiación electromagnética y la gravedad. 
El 13 de enero de 1956, Jessup recibió una carta de un hombre que se identificaba como "Carlos Miguel Allende". En ella, Allende informaba a Jessup del Experimento Filadelfia, aludiendo a artículos periodísticos de la época de fuentes dudosas como "prueba". Allende también decía haber sido testigo de la desaparición y reaparición del Eldridge mientras trabajaba en un barco mercante que se encontraba cerca, el SS Andrew Furuseth. Incluso mencionó los nombres de otros tripulantes del Andrew Furuseth, y decía saber del destino de algunos miembros de la tripulación del Eldridge tras el experimento, incluyendo uno que dice haber visto "desaparecer" durante una pelea en un bar. Jessup le respondió a Allende con una postal, pidiendo más evidencia y corroboración de la historia, tales como fechas y detalles específicos de la fantástica historia. La respuesta llegó varios meses más tarde; sin embargo, esta vez el hombre se identificaba como "Carl M. Allen". Allen dijo que no podría proveer los detalles pedidos por Jessup, pero insinuaba que podrían ser obtenidos a través de la hipnosis. Jessup decidió descontinuar la correspondencia.

## Suicidio
El 20 de abril de 1959, Jessup fue encontrado muerto en su coche. Jessup se suicidó intoxicándose con monóxido de carbono. Hay teorías de conspiración que sugieren que fue asesinado por sus investigaciones.

## Libros de Jessup
- Jessup, Morris K. (1955). The Case for the UFO
- Jessup, Morris K. (1956). UFOs and the Bible
- Jessup, Morris K. (1956). The UFO Annual
- Jessup, Morris K. (1957). The Expanding Case for the UFO